# Plansteinmauerwerk
Plansteine  sind 
künstliche, besonders genau hergestellte Mauersteine aus verschiedenen Materialien. Die Auflagerflächen der Plansteine weisen eine höhere Genauigkeit und Planparallelität auf, sodass diese mittels Dünnbettmörtel oder Kunststoffklebern (PU, PUR) versetzt werden können. Die Stoßfuge ist in der Regel mörtellos verzahnt. Das Material kann Kalksandstein, Porenbetonstein, Hohlblockplanstein oder Ziegelstein (dann Planziegel genannt) sein. Bei Hohlblockplansteinen und Ziegelsteinen werden die Auflageflächen nach Erhärten des Betons bzw. Brennen des Ziegels Plan geschliffen, um die erforderliche Genauigkeit und Ebenheit zu erreichen.

## Mörtelfuge

Planschleifanlage im Ziegelwerk

Während der herkömmliche Hintermauer-Stein mit einer 10 bis 12 mm dicken Normal- oder Leichtmauermörtel-Lagerfuge (Mörtelbett) verarbeitet wird, beträgt die Dicke der Dünnbettmörtelfuge lediglich 1–3 mm. Hieraus ergibt sich eine Plansteinhöhe von im Mittel 249 mm gegenüber dem herkömmlichen Mauerstein von 238 mm. Beide Mauersteine ergeben in Addition mit der jeweiligen Mörteldicke das Schichthöhenmaß von 250 mm.
Der Auftrag des Dünnbettmörtels erfolgt beim Planstein mittels Zahnkelle, Mörtelschlitten oder im Tauchverfahren. Bei Planlochziegel gibt es die Möglichkeit, den Dünnbettmörtel zu deckeln, um eine Luftzirkulation zu vermeiden. Zusätzlich kann in die Lagerfuge ein Gewebeflies zur Verbesserung der Deckelung eingearbeitet werden. Aufgrund der geringen Mörteldicke (ca. 2 mm) werden an Plansteine erhöhte Anforderungen an die zulässigen Toleranzen (±1,0 mm) in der Höhe gestellt. Die Plansteinhersteller bieten passend zu ihrem Stein einen speziell abgestimmten Dünnbettmörtel an. Seit ca. Ende 2015 dürfen in Deutschland auch Tragwände unter bestimmten Voraussetzungen mit einem speziellen PU-Kleber vermauert werden. Mittlerweile gibt es auch Fertigteilhersteller, die Mauertafeln mit einem Spezial-PU-Kleber herstellen.

## Mauerwerksverband
Voraussetzung für die Anwendung von Plansteine ist die sorgfältige Herstellung der ersten Schicht des Mauerwerksverbandes. Zum Höhenausgleich werden entweder spezielle Kimmsteine oder Plansteine in Mauermörtel (Mörtelgruppe III) angelegt. Zur Reduzierung der Wärmebrückenwirkung der untersten Steinlage bieten die Hersteller inzwischen Kimmsteine aus speziellen Materialien an, die bewirken, dass die Wärmeverluste in diesem Bereich geringer sind. Diese speziellen Kimmsteine werden meistens bei Kalksandsteinmauerwerk verwendet. Das Erstellen der ersten Schicht muss besonders sorgfältig erfolgen (Kontrolle der Ebenheit in Längs- und Querrichtung), da ein späterer Höhenausgleich in den darüber liegenden Schichten kaum noch möglich ist.

## Dämmung und Schallschutz

Planziegel als Hochlochziegel, mit Dämmstoff verfüllt, Schallschutz-Verfüll-Ziegel

Planziegel werden als Hochlochziegel hergestellt, wobei die Ziegelstege Lochkammern (Abb. 1) bilden, welche Luft einschließen. Nach dem Brennvorgang werden Großkammer-Ziegel (Abb. 2)
maschinell mit Dämmstoffen verfüllt.
Durch den geringen Fugenanteil und den optimierten Stoffkennwerten der Ziegel, werden Dämmwerte erzielt, mit denen einschalige Wandkonstruktionen ohne zusätzliche Dämmstoffschichten gemäß den Anforderungen der geltenden EnEV erreicht werden.
Um Schallschutzziegel beispielsweise für Wohnungstrennwände herzustellen, werden auch Verfüll-Ziegel als Block- oder Planziegel (Abb. 3) gefertigt. Diese übernehmen schallrelevante Aufgaben und werden nicht mit Dämmstoffen, sondern nach Fertigstellung der geschosshohen Wand mit schwerem Mörtel oder Beton verfüllt.
Plangeschliffene Verfüll-Ziegel ergänzen sich in der Praxis, an der Baustelle durch gleiches Höhenschichtmaß optimal mit den Planziegeln des Außenmauerwerks.

## Vorteile

Planziegel an der Baustelle; Deckenauflager

Vorteile des Planziegels in Kombination mit Dünnbettmörtel:
- Es wird weniger Mörtel benötigt.
- Die dünne Mörtelfuge im Mauerwerk bewirkt eine deutlich verringerte Wärmeleitfähigkeit durch das Mauerwerk.
- Einschalige Wandkonstruktionen ohne den Einsatz zusätzlicher Dämmschichten sind möglich.
- Je weniger Mörtel zum Einsatz kommt, desto weniger Feuchtigkeit ist im Mauerwerk enthalten.
- Das Aufbringen des Dünnbettmörtels benötigt weniger Zeit als das Mauern mit klassischem Mörtel und dicker Mörtelfuge.
- Durch die planparallel geschliffenen Flächen im Bereich der Lagerfuge und dem dünnen Mörtelbelag entsteht ein schwindungsfreier und homogener Untergrund für die Putzaufnahme.
- Die Tragfähigkeit der Wand (Mauerwerksdruckspannung) steigt gegenüber Block-Ziegel mit Leichtmauermörtel (LM 21, LM 36).

## Begriffe und Normen
Je nach Steinsorte werden in den jeweiligen Produktnormen unterschiedliche Begriffe verwendet:
| Steinsorte                      | Norm                                      | Begriff                                       |
| ------------------------------- | ----------------------------------------- | --------------------------------------------- |
| Hohlblockstein als Planstein    | DIN EN 771-3:2015-11 DIN EN 771-5:2015-11 | Planhohlblock Plan-Vollblock / Plan-Vollstein |
| Kalksandstein                   | DIN EN 771-2:2015-11                      | Planstein / Planelement                       |
| Porenbeton                      | DIN EN 771-4:2015-11                      | Planstein / Planelement                       |
| Ziegel, in der Regel Lochziegel | DIN EN 771-1:2015-11                      | Planziegel                                    |